# Bongili jezik
Bongili jezik (ISO 639-3: bui; bokiba, bongiri, bungili, bungiri) nigersko-kongoanski jezik sjeverozapadne bantu skupine u zoni C, kojim govori oko 4 000 ljudi kod rijeke Sangha u Kongu
Zajedno s još pet drugih jezika čini podskupinu Ngundi (C.20)

## Vanjske poveznice
- Ethnologue (14th)
- Ethnologue (15th)